# Agrius ichangensis
Agrius ichangensis är en fjärilsart som beskrevs av Tutt 1904. Agrius ichangensis ingår i släktet Agrius och familjen svärmare. Inga underarter finns listade i Catalogue of Life.